# Guido Borgianni
Guido Borgianni (New York, 11 giugno 1915 – Firenze, 2 gennaio 2011) è stato un pittore italiano.

## Biografia
Guido Borgianni nasce a New York l'11 giugno 1915 dal fiorentino Roberto Borgianni, commerciante di pellami, e Sara Herreshoff, appartenente ad una delle famiglie più ricche degli Stati Uniti e diventata una leggenda nella costruzione delle barche da regata che hanno partecipato e vinto anche l'America's Cup. Guido non aveva neppure un anno quando, una volta naufragato il matrimonio dei genitori, il padre lo riportò a Firenze.
Delle straordinarie doti di disegnatore e pittore di Guido Borgianni si accorse Galileo Chini, suo vicino di casa, il quale si adoperò perché quel talento si affinasse. Così Borgianni frequentò l'Accademia delle Belle Arti sotto la guida di Felice Carena, maestro severo, ma che sapeva apprezzare le qualità degli allievi. Nella prima parte della sua vita ha firmato le sue opere con il nero. Poi, quando divenne divisionista, iniziò ad usare il rosso. Fra i suoi grandi estimatori c'erano Alessandro Parronchi e Oskar Kokoschka, che rimase ammaliato dai dipinti del Borgianni durante il soggiorno fiorentino del 1949. Piaceva moltissimo a Soffici, Saetti, Malaparte, Montale, Pratolini, Cesare Zavattini, lo sceneggiatore di Vittorio De Sica e del neorealismo italiano, che lo trovava “bello come un Corot”. Nel 1946 ha esposto alla Quadriennale di Roma. Dopo il matrimonio con Simonetta Avila nel 1954, la sua attività si è animata di viaggi: nel 1955 a Venezia, nel 1957 a Parigi, dal 1958 al 1962 in giro per l'Italia, nel 1964 in Spagna, nel 1971 a New York e Isole Barbados.
Nel 1950 ha ottenuto un premio alla Mostra Nazionale del Fiorino a Firenze e nel 1956 è stato nominato Accademico dell'Accademia delle Arti del Disegno di Firenze.
Nel 1957 gli è stato assegnato il Primo Premio alla Mostra del Ritratto alla Casa di Dante a Firenze.
Alla sua morte, profondo cordoglio è stato espresso dal presidente del Consiglio comunale di Firenze, Eugenio Giani: Ricordo - afferma Giani- la bellissima esposizione che, come Comune di Firenze, volemmo organizzare al Palagio di Parte Guelfa due anni fa, quando furono i collezionisti a volersi proporre con entusiasmo per dare degno riconoscimento a forse l'ultimo esponente di quella grande scuola del Novecento fiorentino che ha trovato in Borgianni continuità con artisti come Ottone Rosai e Ardengo Soffici.
Sue opere si trovano nella Galleria d'Arte Moderna di Palazzo Pitti, nella Collezione degli Autoritratti del Corridoio Vasariano e nel Gabinetto Disegni e Stampe degli Uffizi di Firenze, nella Raccolta d'Arte Moderna di Pisa, nella Galleria d'Arte Moderna di Bologna, alla Kunsthalle di Bielefeld (Germania) e in molte collezioni private italiane e straniere (a Milano, Torino, Genova, Firenze, Prato, Roma, Napoli, Palermo, Atene, Parigi, Londra, New York).
Muore a Firenze il 2 gennaio 2011 all'età di 95 anni.

## Opere
La pittura per Borgianni era una forma di urgenza. Una volta sulla spiaggia del Cinquale costruì una trincea e con i chiodi fissò la tela al cavalletto per poter dipingere sotto una bufera di acqua e vento. Neppure Ottone Rosai riusciva a strapparlo dal suo lavoro.
L'artista ha dipinto dal vivo tutti gli angoli di Firenze : dalle Cascine alla chiesa del Cestello, dal Ponte Vecchio al Mercato centrale. Negli ultimi momenti della sua vita, non potendo più andare in giro per le strade della città, aveva piazzato il cavalletto davanti alla grande finestra di cucina e dipingeva tutto quello che succedeva nel giardino sottostante, mentre di là d'Arno intravedeva, a seconda della stagione e quindi delle chiome degli alberi, la Torre d'Arnolfo e il Cupolone. L'ultima apparizione pubblica è avvenuta nel Salone dei Cinquecento, in Palazzo Vecchio, a novembre, quando ha ricevuto uno speciale riconoscimento al premio nazionale «Elisabetta e Mariachiara Casini» e la targa d'argento della Prima pagina della Nazione.
Viveva nel lungarno Torrigiani col sostegno economico della Legge Bacchelli, che il Presidente della Repubblica riconosce agli artisti che si trovano in difficoltà e che hanno illustrato l'Italia con la propria opera.